# Lewis Hine
Lewis Wickes Hine, ameriški sociolog in fotograf, * 26. september 1874, Oshkosh, Wisconsin, † 3. november 1940,  Dobbs Ferry, New York. 
Hine je s svojimi fotografijami otroškega dela bistveno pripomogel k spremembi zakonodaje na področju otroškega dela v ZDA.

## Zgodnje življenje
Lewis Wickes Hine je že zgodaj v otroštvu izgubil očeta, ki je umrl v nesreči. Zaradi tega je bil že v otroštvu prisiljen delati, da je zaslužil denar za šolanje. Po končani srednji šoli je na Univerzi v Chicagu, Columbiji in New Yorku študiral sociologijo, po študiju pa je postal profesor v New Yorku. Tam je pri svojem delu učencem predstavil fotografijo kot pomemben vzgojno-izobraževalni medij. Z razredom je večkrat obiskal Ellis Island, kjer so skupaj fotografirali imigrante, ki so v tisočih dnevno prihajali v ZDA. Med letoma 1904 in 1909 je Hine posnel preko 200 fotografskih plošč in takrat spoznal, da bi lahko dokumentarna fotografija postala pomembno orodje za doseganje socialnih sprememb in reform.

## Dokumentarna fotografija
Leta 1906 je Hine postal uradni fotograf pri Russell Sage Foundation. Začel je s fotografiranjem življenja in ljudi v železarskih predelih Pittsburgha. Fotografije je uporabil v svoji sociološki študiji, ki jo je poimenoval Anketa Pittsburgha. Leta 1908 je postal uradni fotograf za National Child Labor Committee (NCLC) in opustil delo profesorja. Naslednje desetletje se je ukvarjal z dokumentiranjem otroškega dela, pri čemer se je najbolj osredotočil na delo v Carolina Piedmontu,  s čimer je pomagal spremeniti javno mnenje o otroškem delu. 
Med in po Prvi svetovni vojni je fotografiral delo ameriškega rdečega križa v Evropi. V dvajsetih in tridesetih letih 20. stoletja je ustvaril serijo portretov delavcev, ki je poudarjala prispevek malega človeka sodobni industrializaciji. Leta 1930 so ga najeli, da je dokumentiral izgradnjo Empire State Buildinga. Hine je ustvaril serijo fotografij delavcev v nevarnih položajih med gradnjo, pri čemer se je večkrat tudi sam izpostavil nevarnosti. Veliko fotografij je posnel iz posebne košare, ki so jo delavci zanihali na zunanjo stran konstrukcije. Hine je pri tem večkrat visel 300 metrov nad Peto Avenijo. 
Med veliko gospodarsko krizo je ponovno delal za Rdeči križ in zanj fotografiral napore za omilitev velike suše na jugu ZDA. Delal je tudi za Tennessee Valley Authority (TVA), in zanjo dokumentiral življenje v gorah vzhodnega Tennesseeja. Približno ob istem času je postal glavni fotograf za Works Progress Administration (WPA), za katero je sodeloval v raziskovalnem projektu, ki se je ukvarjal spremembami v industriji in njihovimi posledicami na zaposlovanje. 
Kongresna knjižnica ima v svojem arhivu več kot petsto Hineovih fotografij, med katerimi so tudi fotografije otroških delavcev in fotografije, ki jih je posnel za Rdeči križ, pa tudi njegovi portreti in fotografije, ki jih je posnel za WPA in TVA. V ZDA je poleg tega v zbirki, ki jo hrani George Eastman House še skoraj 10.000 fotografij in negativov, ki jih je Hine posnel v času svojega življenja ter okoli 5.000 del, ki se nahajajo v zbirki knjižnice in galerije Albin O. Kuhn  v Univerzi v Marylandu.

## Kasnejše življenje
Leta 1936 je bil Hine izbran za uradnega fotografa za National Research Project, ki ga je organizirala Works Projects Administration. Svojega dela tam pa žal ni nikoli končal.
Zadnja leta življenja se je boril za preživetje, saj je izgubil podporo vlade in velikih podjetij. Vse manj ljudi se je zanimalo za njegove fotografije, zaradi česar je bil prisiljen prodati vse svoje imetje in se preživljati s socialno podporo. Umrl je v starosti 66 let po zapletu pri operaciji.
Po njegovi smrti je njegov sin Corydon vse fotografije in negative doniral organizaciji Photo League, ki pa je bila ukinjena leta 1951. Muzej sodobne umetnosti je ponujene fotografije zavrnil, sprejel pa jih je George Eastman House v Rochesterju.

## Najbolj znane fotografije
- Child Labor: Girls in Factory (1908)
- Breaker Boys (1910)[16]
- Young Doffers in the Elk Cotton Mills (1910)[17]
- Steam Fitter (1920)
- Workers, Empire State Building (1931)

- Bejzbolsko moštvo, ki so ga sestavljali pretežno otroški steklarski delavci. Indiana, avgust 1908.
- Addie Card, 12 letna predilka iz Pownalske predilnice, 1910.[18]
- Raising the Mast, Empire State Building, 1932.